# Стеван Роглић
Стеван Роглић (Крагујевац, 29. јул 1921 — Београд, 18. јул 1992) био је учесник Народноослободилачке борбе и генерал-пуковник авијације-пилот. У периоду од 1979. до 1981. године је био командант Ратног ваздухопловства и противваздушне одбране СФРЈ.

## Биографија
Рођен је 29. јула 1921. годинеу Крагујевцу. Пет разреда основне школе и три разреда алатничарског заната завршио је у Војнотехничком заводу у Крагујевцу и 1937. године постао калфа.
Учесник Народноослободилачке борбе је био од 1941. године. Маја 1943. године, када су уведени први официрски чинови у НОВЈ, унапређен је у чин капетана. Вршио је дужност команданта Омладинског батаљона, који је 1944. године попуњен младим борцима и упућен у Совјетски Савез на школовање у ваздухопловна училишта у Грозном (јуришници), Краснодару (ловци) и Енгељсу (бомбардери).
Након ослобођења је наставио војну службу у Ратном ваздухопловству Југословенске армије. Био је први командант 250. ракетног пука ПВО, који је формиран 24. новембра 1962. године. Године 1967. је унапређен у чин генерал-мајора и постављен за команданта 11. дивизије ПВО. Потом одлази у Ниш, где најпре прима дужност начелника Штаба, а потом команданта Првог Ваздухопловног корпуса. Дужноста начелника Штаба Команде РВ и ПВО, обављао је у чину генерал-потпуковника.
У периоду од 1979. до 1981. године обављао је дужност команданта Ратног ваздухопловства и противваздушне одбране СФРЈ (РВ и ПВО). Пензионисан је 1981. године у чину генерал-пуковника ЈНА.
Уочи сахране председника СФРЈ Јосипа Броза Тита, 5. маја 1980. године, налазио се у групи официра који су изнели Титов ковчег из погребног возила и положили на одар у централном холу Скупштине СФРЈ, након чега је прекривен југословенском заставом.
Након пензионисања је био активан у друштвено-политичком животу.
Преминуо је у Београду, 18. јула 1992. године, а сахрањен је у родном Крагујевцу.
Носилац је Партизанске споменице 1941. и других југословенских одликовања, међу којима су — Орден народне армије са ловоровим венцем, Орден народне армије са златном звездом, Орден за храброст, Орден за војне заслуге са златним мачевима, Орден партизанске звезде са пушкама и др. Такође је носилац звања почасног пилота са Златним пилотским знаком.